# INS Global
INS Global es un proveedor global de servicios de recursos humanos (RRHH) y empleo, con sede en Singapur. La empresa fue fundada en 2006 por Wei Hsu y Cynthia Hu.

## Historia
La empresa, inicialmente llamada INS Global Consulting, fue fundada en 2006 con el objetivo de simplificar la expansión empresarial en el mercado chino. En 2008, amplió sus operaciones en China, abriendo oficinas en Shanghái y Pekín. En 2010, INS Global introdujo servicios de Organización Profesional de Empleo (PEO) y reclutamiento en la región de Asia-Pacífico.
Para 2016, la empresa se había expandido internacionalmente, abriendo oficinas en Singapur y Hong Kong, seguidas por oficinas en Taiwán y el Reino Unido en 2018. Entre 2019 y 2022, INS Global extendió sus servicios a América del Norte, Europa, Oriente Medio y África, ofreciendo servicios de RRHH y nómina en más de 160 países. La empresa lanzó 'GlobalView', una plataforma de automatización de RRHH, en 2022. En 2024, INS Global recibió la certificación ISO 27001. Ese mismo año, INS Global fue incluida en el informe de empresas de alto crecimiento en Asia-Pacífico del Financial Times.

## Actividades
INS Global ofrece servicios de RRHH y empleo para apoyar a las empresas en su expansión internacional. Sus servicios incluyen Employer of Record (EOR) para gestionar el empleo legal y garantizar el cumplimiento de las normativas locales, reclutamiento global, gestión de nóminas, soporte y cumplimiento en RRHH, gestión de contratistas independientes e incorporación de empresas (establecimiento de entidades legales para empresas que ingresan a mercados extranjeros).
La empresa opera en 160 países, con mercados clave como China, Estados Unidos, Reino Unido, Francia, Japón, Singapur, Australia, Alemania, Canadá e India.